# Viceministerio de Gobernanza Territorial del Perú
El Viceministerio de Gobernanza Territorial del Perú es un organismo encargado del sector de desarrollo territorial, descentralización, diálogo y concertación social y demarcación territorial. El viceministerio fue creado con la aprobación de la Presidencia del Consejo de Ministros el 28 de febrero de 2017.
Está organizada con tres secretarías: la de Descentralización; la de Gestión Social y Diálogo; y de Demarcación y Organización Territorial.
Con la creación del organismo, la Dirección Nacional Técnica de Demarcación Territorial (DNTDT) y la Oficina Nacional de Diálogo y Sostenibilidad (ONDS) se convierten en órganos de línea dependiente del viceministerio.
El actual viceministro es Paúl Werner Caiguaray Pérez, desde enero de 2023.

## Lista de viceministros
- Javier Martín Fernández-Concha Stucker (2017)[5]
- Carlos Loret de Mola de Lavalle (2017-2018)[6]
- Raúl Molina Martínez (2018-2020)[7]
- Manuel Mesones Castelo (2020)
- Paulo Vilca Arpasi (2020-2021)
- Braulio Grajeda Bellido (2021)
- Pablo Sánchez de Francesch (2021)
- Pedro Palomino Sánchez (2022)
- Raúl Noblecilla Olaechea (2022)
- Paul Werner Caiguaray Pérez (2023-act)